# Ла-Романь (Арденны)
Ла-Рома́нь (фр. La Romagne) — коммуна во Франции, находится в регионе Шампань — Арденны. Департамент — Арденны. Входит в состав кантона Шомон-Порсьен. Округ коммуны — Ретель.
Код INSEE коммуны — 08369.
Коммуна расположена приблизительно в 170 км к северо-востоку от Парижа, в 85 км севернее Шалон-ан-Шампани, в 31 км к западу от Шарлевиль-Мезьера.

## Население
Население коммуны на 2008 год составляло 125 человек.
| 1962 | 1968 | 1975 | 1982 | 1990 | 1999 | 2008 |
| ---- | ---- | ---- | ---- | ---- | ---- | ---- |
| 166  | 188  | 168  | 153  | 139  | 119  | 125  |

## Экономика
В 2007 году среди 73 человек в трудоспособном возрасте (15—64 лет) 50 были экономически активными, 23 — неактивными (показатель активности — 68,5 %, в 1999 году было 65,7 %). Из 50 активных работали 45 человек (24 мужчины и 21 женщина), безработных было 5 (3 мужчин и 2 женщины). Среди 23 неактивных 3 человека были учениками или студентами, 6 — пенсионерами, 14 были неактивными по другим причинам.

## Фотогалерея

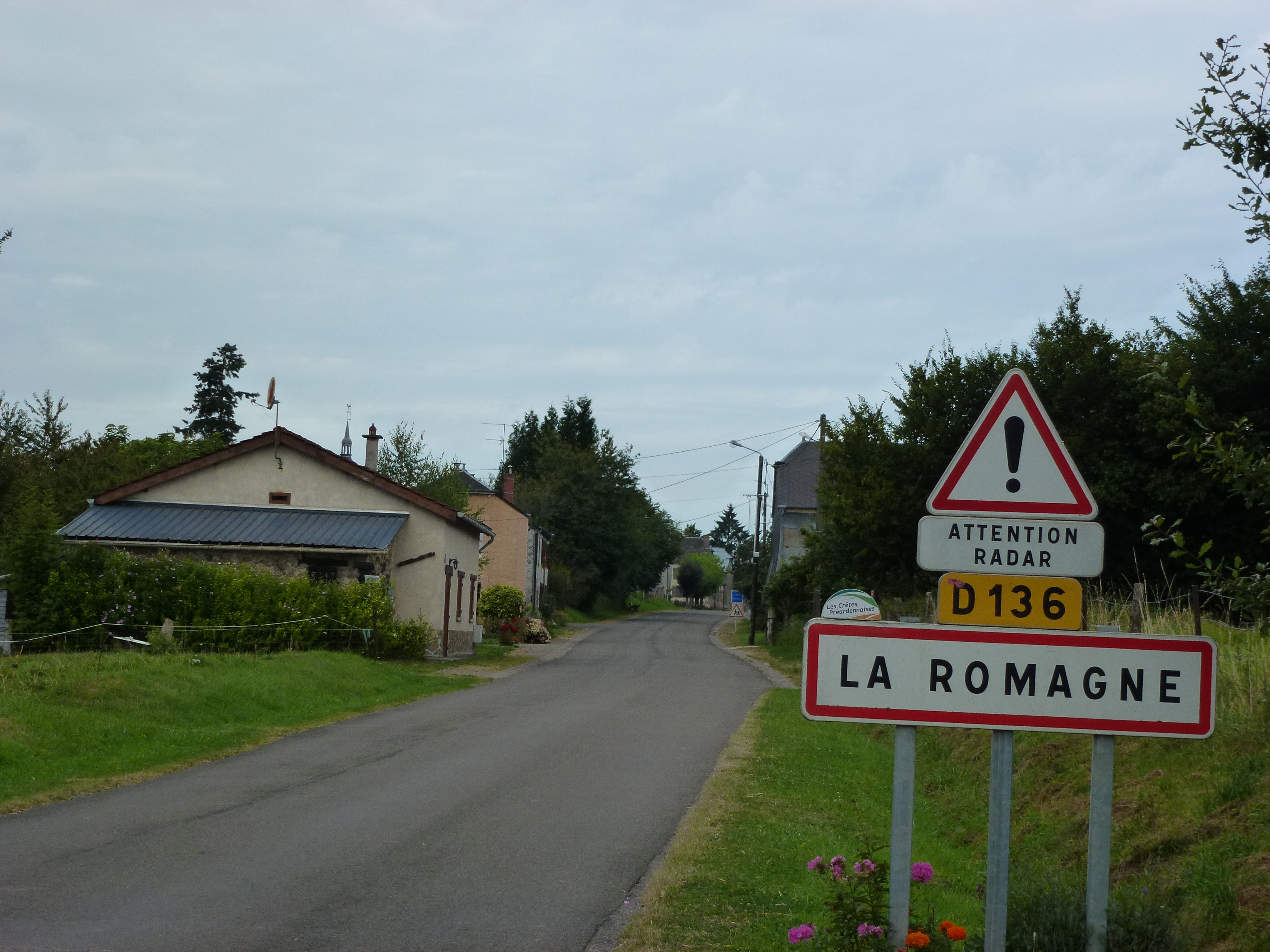
Въезд в Ла-Романь
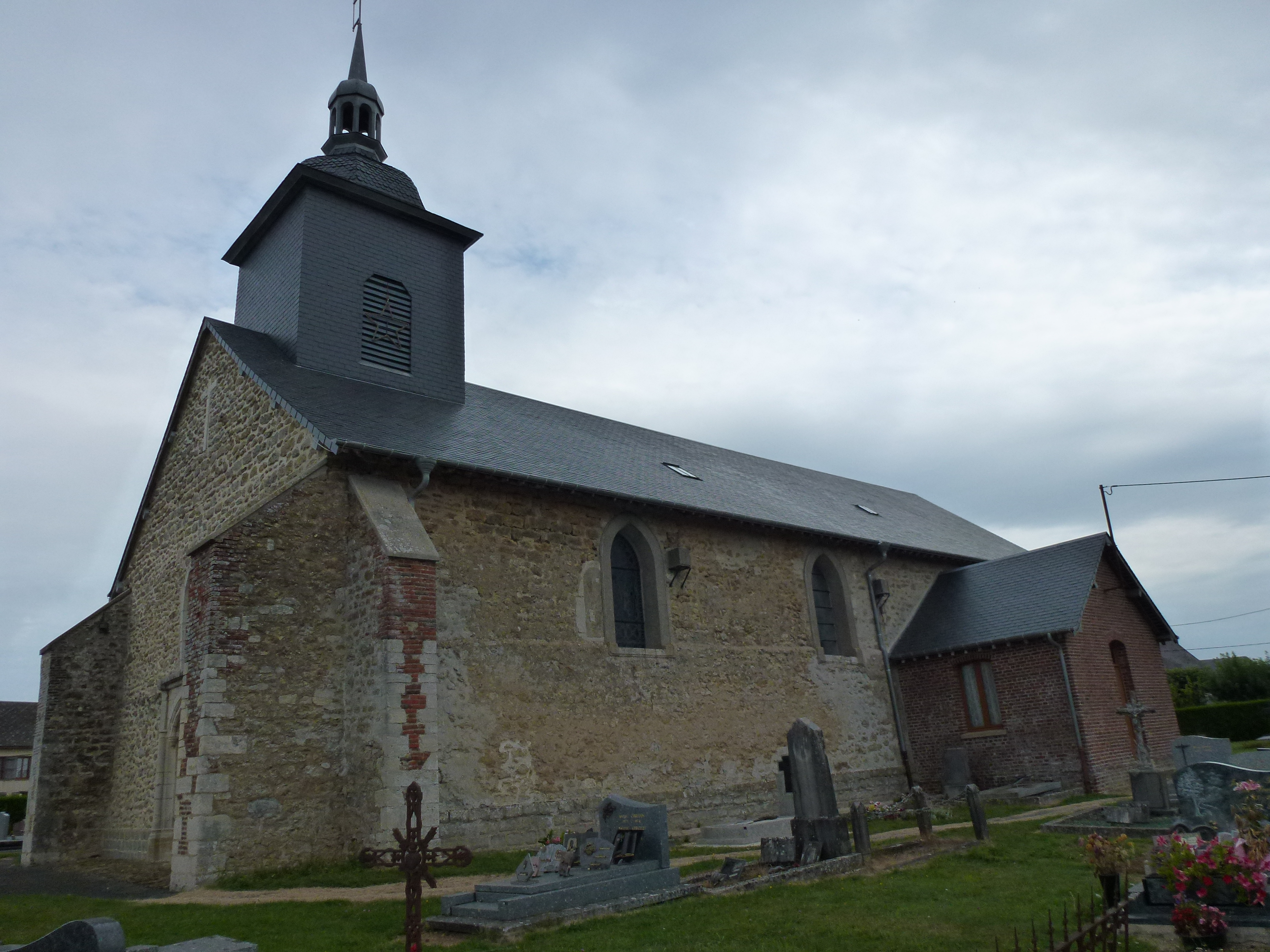
Церковь Сен-Жан
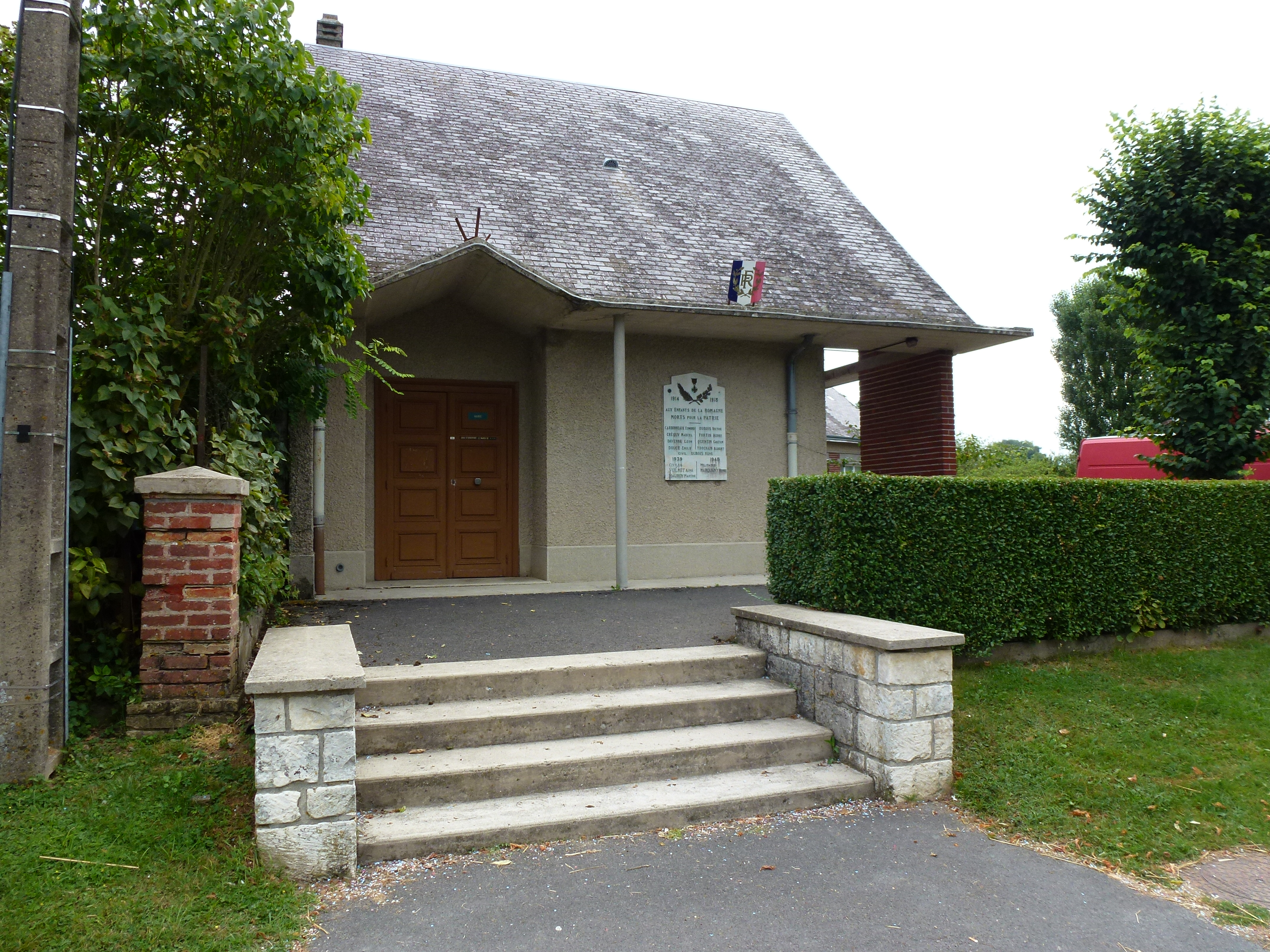
Мэрия
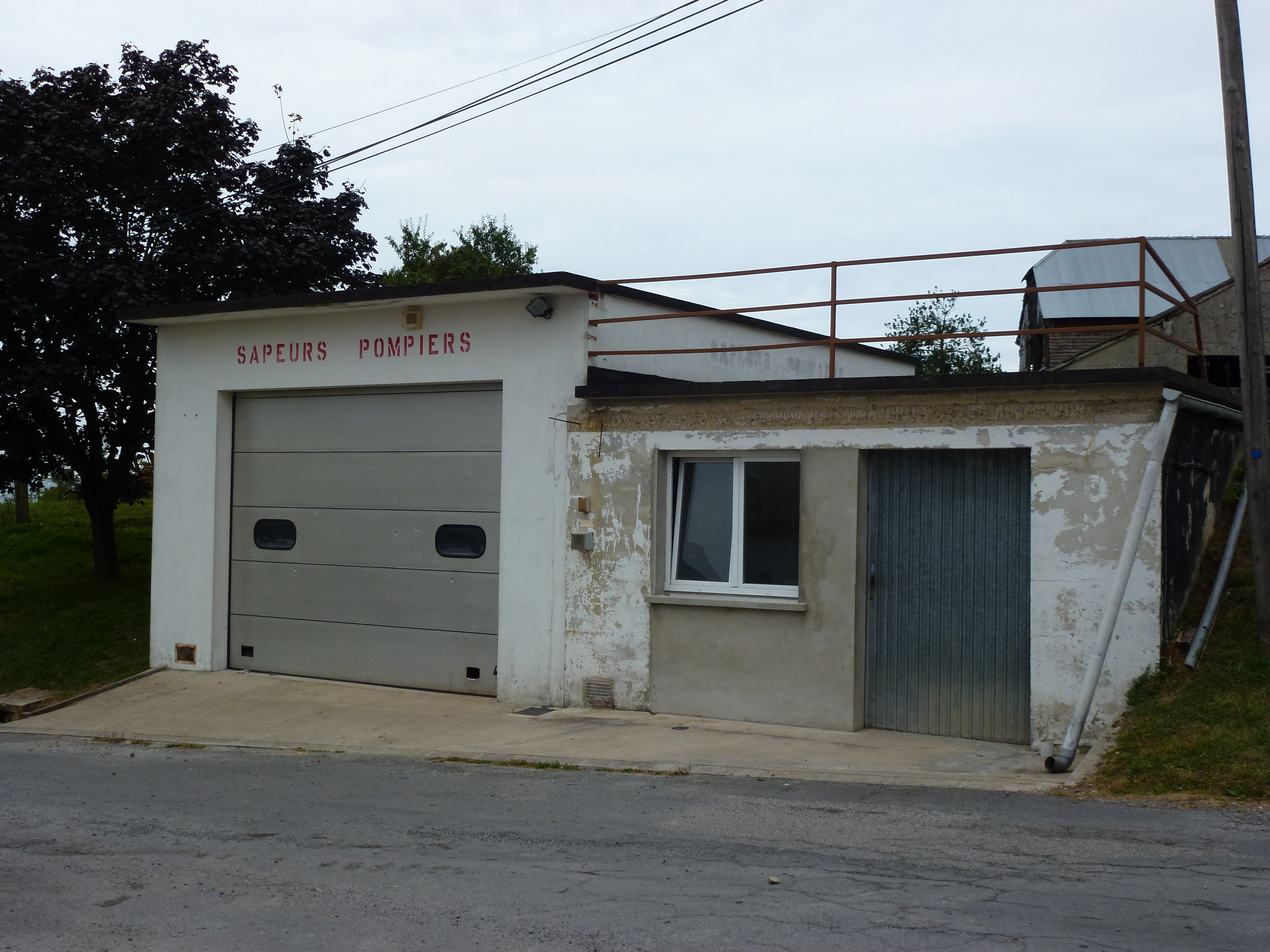
Пожарная станция